# Anagallis amplexicaulis
Anagallis amplexicaulis là một loài thực vật có hoa trong họ Anh thảo. Loài này được Larrañaga mô tả khoa học đầu tiên năm 1923.